# Campbell River Airport
Campbell River Airport är en flygplats i Kanada.   Den ligger i provinsen British Columbia, i den sydvästra delen av landet, 3 700 km väster om huvudstaden Ottawa. Campbell River Airport ligger 105 meter över havet.
Terrängen runt Campbell River Airport är platt åt nordost, men åt sydväst är den kuperad. Närmaste större samhälle är Campbell River, 7,5 km norr om Campbell River Airport. 
I omgivningarna runt Campbell River Airport växer i huvudsak blandskog. Runt Campbell River Airport är det ganska tätbefolkat, med 192 invånare per kvadratkilometer.